# Punk-O-Rama Vol. 1 (DVD)
Punk-O-Rama Vol. 1 è il primo DVD della serie Punk-O-Rama, pubblicato nel 2003 dall'etichetta indipendente di Los Angeles Epitaph Records. Contiene 22 video musicali di gruppi musicali sotto contratto con l'Epitaph, l'Hellcat e la Burning Heart, un documentario sulla Epitaph, un video dal vivo dei Bouncing Souls, il dietro le quinte del video dei Pennywise Fuck Authority e un video dei Bad Religion in Germania nel 1992

## Tracce
1. Nihilism (Rancid)
2. New Noise (Refused)
3. American Jesus (Bad Religion)
4. Leave It Alone (NOFX)
5. Come Out and Play (The Offspring)
6. Salvation (Rancid)
7. Same Old Story (Pennywise)
8. Kemp (Millencolin)
9. True Believers (Bouncing Souls)
10. Up for Sale (The (International) Noise Conspiracy)
11. Paper Thin (Hot Water Music)
12. I'm the One (Descendents)
13. Barroom Hero (Dropkick Murphys)
14. She's Got the Look (Guttermouth)
15. Need to Get Some (Division of Laura Lee)
16. GGF (Rancid)
17. Desperation Train (Death by Stereo)
18. Fuck Authority (Pennywise)
19. Stickin' in My Eye (NOFX)
20. The Gauntlet (Dropkick Murphys)
21. East Side Mags (Bouncing Souls)
22. Sorrow (Bad Religion)
23. The Epitaph Story Documentary
24. Live Bonus Footage (Bouncing Souls)
25. Behind the F-Authority Video (Pennywise)
26. Big Bang Documentary (Bad Religion)